# گوویندالا
گوویندالا (به لاتین: Govindala) یک منطقهٔ مسکونی در سری‌لانکا است که در استان مرکزی (سری‌لانکا) واقع شده‌است.